# 林家鉄平
林家 鉄平（はやしや てっぺい、1951年4月18日 - ）は、福井県福井市出身の落語家。本名∶山下 恵三。出囃子∶『十日戎』。定紋∶『花菱』。落語協会所属。

## 来歴
1972年、福井工業高等専門学校を卒業して自動車メーカーに入社し部品管理担当となる。しかし、落語家になることを決意し翌年に退社、初代林家三平に入門した。前座名「鉄平」は、肌が黒かったことと、「固い人間になるように」との三平の思いに由来する。初高座は池袋演芸場での『寿限無』。
1978年9月、二ツ目に昇進。1980年、師匠・三平死去に伴い、兄弟子・林家こん平門下に移籍。これ以降、福井放送、栃木放送などでパーソナリティを務める。
1989年に夢月亭清麿と共に真打昇進。2000年7月下席、池袋演芸場にて昼の部のトリを務める。2007年7月上席、浅草演芸ホールにて夜の部のトリを務める。2008年4月上席、新宿末広亭にて昼の部のトリを務める。

## 活動
寄席定席への出演のほか、ラジオパーソナリティ、各種イベントの司会者としても活動している。
また、「笑いと健康」「笑いとユーモアで安全な職場を」という演題で講演活動も行っている。

## 芸歴
- 1973年5月 - 初代林家三平に入門、「鉄平」を名乗る。
- 1978年9月 - 二ツ目昇進。
- 1980年 - 三平没後、林家こん平門下となる。
- 1989年3月 - 真打昇進。

## 逸話
前座時代には、先輩落語家から八つ当たりで膝蹴りを受け、肋骨にひびが入るも、包帯で脇を固めながら前座修行を続けた。ある時、師匠・三平が高座から「うちの弟子に体操部出身者がいるんです。バック転、知ってます? 後ろにクルッと回るやつ。鉄平、鉄平、ちょっと来なさい」と鉄平を呼び出したため、鉄平は肋骨の痛みを抑えながらバック転を披露。高座を終えて楽屋に戻った三平に、鉄平が「師匠…、肋骨…、ひびぃ…」と述べたところ、三平は「あっ、ゴメン、忘れてた…」と骨折の事実を思い出して謝罪したという。なお、鉄平は実際には体操部出身ではなくサッカー部出身だった。

## 主な演目
- 紀州
- 権助魚
- ざる屋
- 代書屋
- 高砂や
- 桃太郎

## メディア

### CD
- とっておき寄席! 林家編（2009年、キングレコード） B002MBT0GK
  - 『紀州』

### DVD
- とっておき寄席! 林家たっぷり二時間半（2009年、角川エンタテインメント） B002ICGS3Q
  - 『紀州』